# MetalSucks
MetalSucks — новостной сайт, посвящённый металу. Он был основан в декабре 2006 года друзьями Vince Neilstein и Axl Rosenberg. Они выбрали эти криптонимы, поскольку «если отец четырнадцатилетней девочки, которую Вы встретили на шоу Avenged Sevenfold, ищет Вас, и он думает, что Ваше имя Axl Rosenberg, ему будет намного сложнее разыскать Вас.» Рейтинг Alexa на май 2013 года составил 34,709.
В апреле 2009 года MetalSucks получил награду за «лучшие обзоры» в номинации Web of Death Award журнала Metal Hammer за «честные, проницательные, непретенциозные и забавные обзоры».
4 октября 2009 года MetalSucks был втянут в спор, когда один из авторов сайта был обвинён в утечке альбома Axe to Fall группы Converge в Интернет, до его официального издания.
MetalSucks занимается также цифровым изданием музыкальных релизов, как, например, Suspension of Disbelief группы The Binary Code или Algorithms группы Meek is Murder.
15 августа 2011 года MetalSucks объявил о двухдневном музыкальном фестивале The Metal Suckfest, который должен был пройти 4 и 5 ноября того же года. Группы Municipal Waste и Cynic были объявлены хедлайнерами фестиваля.